# Air Gantang
Air Gantang is een bestuurslaag in het regentschap West-Bangka van de provincie Bangka-Belitung, Indonesië. Air Gantang telt 3857 inwoners (volkstelling 2010).